# Brazatortas (kommunhuvudort)
Brazatortas är en kommunhuvudort i Spanien.   Den ligger i provinsen Provincia de Ciudad Real och regionen Kastilien-La Mancha, i den centrala delen av landet, 200 km söder om huvudstaden Madrid. Brazatortas ligger 729 meter över havet och antalet invånare är 1 115.
Terrängen runt Brazatortas är huvudsakligen kuperad, men den allra närmaste omgivningen är platt. Runt Brazatortas är det ganska tätbefolkat, med 120 invånare per kvadratkilometer. Närmaste större samhälle är Puertollano, 16,5 km öster om Brazatortas. Trakten runt Brazatortas består till största delen av jordbruksmark.